# Fury and Flames
Fury and Flames – album amerykańskiej grupy muzycznej Hate Eternal. Wydawnictwo było promowane podczas trasy koncertowej po Europie podczas której Hate Eternal wystąpił wraz z Cephalic Carnage, Skeletonwitch oraz Deadborn.

## Lista utworów
| Nr  | Tytuł utworu                                      | Autorzy      | Długość |
| --- | ------------------------------------------------- | ------------ | ------- |
| 1.  | „Hell Envenom”                                    | Rutan, Kelly | 4:09    |
| 2.  | „Whom Gods May Destroy”                           | Rutan        | 3:42    |
| 3.  | „Para Bellum”                                     | Rutan, Kelly | 4:30    |
| 4.  | „Bringer of Storms”                               | Rutan        | 5:18    |
| 5.  | „The Funerary March”                              | Rutan        | 4:15    |
| 6.  | „Thus Salvation”                                  | Rutan        | 3:58    |
| 7.  | „Proclamation of the Damned”                      | Rutan        | 4:14    |
| 8.  | „Fury Within”                                     | Rutan        | 3:34    |
| 9.  | „Tombeau (Le Tombeau de la Fureur et Des Flames)” | Rutan        | 4:42    |
| 10. | „Coronach”                                        | Rutan        | 1:40    |
|     |                                                   |              | 40:02   |

## Twórcy
Opracowano na podstawie materiału źródłowego.
| - Erik Rutan – śpiew, gitara, produkcja, miksowanie - Shaune Kelley – gitara - Alex Webster – gitara basowa - Jade Simonetto – perkusja | - Shawn Ohtani – inżynieria dźwięku - Alex McKnight – zdjęcia - Paul Romano – oprawa graficzna |

## Wydania
| Rok  | Nr katalogowy | Format | Wytwórnia płytowa   | Region            |
| ---- | ------------- | ------ | ------------------- | ----------------- |
| 2008 | 3984-14656-2  | CD     | Metal Blade Records | Stany Zjednoczone |
| 2008 | STMPCD017     | CD     | Stomp Records       | Australia         |
| 2008 | 3984-14656-2P | CD     | Metal Blade Records | Niemcy            |